# Sint-Denijs-Westrem
Sint-Denijs-Westrem (fr. Saint-Denis-Westrem) – dzielnica (deelgemeente) miasta Gandawa w Belgii, w Regionie Flamandzkim, w prowincji Flandria Wschodnia, w okręgu Gandawa. 1 stycznia 2020 roku liczyła 5545 mieszkańców. Do 31 grudnia 1976 samodzielna gmina.

## Demografia
Liczba mieszkańców, stan na 1 stycznia:
| Rok                | 1930 | 1947 | 1961 | 2020 |
| ------------------ | ---- | ---- | ---- | ---- |
| Liczba mieszkańców | 2540 | 3084 | 4040 | 5545 |

## Współpraca
Miejscowość partnerska:
- Melle, Niemcy